# Stacy Edwards
Stacy Edwards (ur. 4 marca 1965 w Glasgow, w stanie Montana) – amerykańska aktorka filmowa i telewizyjna.

## Życiorys
Córka oficera sił powietrznych, w dzieciństwie mieszkała m.in. na Guamie i w Alabamie. W wieku 18 lat otrzymała stypendium do Lou Conte Dance Studio w Chicago, następnie rozpoczęła karierę jako tancerka i aktorka.

## Filmografia
- Born Beautiful (1982) niewymieniona w czołówce
- Submiss (1986) jako Kobieta
- Santa Barbara (1986-1988) jako Hayley Benson Capwell / Hayley Benson 219 odcinków
- Gliniarz i prokurator (Jake and the Fatman, 1988) jako Kimberley Bauer 1 odcinek
- Vietnam War Story (1988) jako Mary Lyle 1 odcinek
- TV 101 (1988) 1 odcinek
- Glory Days (1988) jako Andrea Moran
- 21 Jump Street (1988) jako Rebecca Sanders 1 odcinek
- Valerie (1989) jako Sara 2 odcinki
- Kolacja o ósmej (Dinner at Eight, 1989) jako Paula Jordan
- Prawnicy z Miasta Aniołów (L.A. Law, 1989-1992) jako Sydney Peters / Nicole Corry 2 odcinki
- Zagubiony w czasie (Quantum Leap, 1990) jako Elisabeth Spokane 1 odcinek
- Samozapłon (Spontaneous Combustion, 1990) jako Peggy Bell
- Detektyw w sutannie (Father Dowling Mysteries, 1990) jako Laurie Bascom 1 odcinek
- Napisała: Morderstwo (Murder, She Wrote, 1990-1995) jako Elaine Brown / Oficer Frances Xavier Rawley 2 odcinki
- Synowie i córki (Sons and Daughters, 1991) jako Lindy Hammersmith 7 odcinków
- Czarne kapelusze (The Hat Squad, 1992) jako Matka Briana 1 odcinek
- Prywatne lekcje II (Private Lessons II, 1993) jako Pani Cooper
- Bezlitosny 3 (Relentless 3, 1993) jako Toni Keely
- Komary śmierci (Skeeter, 1993) jako Mary Ann
- Łobuzy Robin (Robin's Hoods, 1994) jako Tess 1 odcinek
- The Fear (1995) jako Becky
- Matlock (1995) jako Rachel Bauer 1 odcinek
- Niewinne ofiary (Innocent Victims, 1996) jako Barbara Richardson
- Niebieski Pacyfik (Pacific Blue, 1996) jako Elaine Weinstein 1 odcinek
- The Cottonwood (1996) jako Danielle Rose
- Między nami facetami (In the Company of Men, 1997) jako Christine
- Jedwabne pończoszki (Silk Stalkings, 1997) jako Mildred „Millie” Austin / DreamWeaver 1 odcinek
- Men Seeking Women (1997) jako Jennifer
- Tumbling After (1997) jako Jill Gates
- Szpital Dobrej Nadziei (Chicago Hope, 1997-1999) jako Doktor Lisa Catera 44 odcinki
- Barwy kampanii (Primary Colors, 1998) jako Jennifer Rogers
- Houdini: Magia życia (Houdini, 1998) jako Bess Houdini
- Czarne i białe (Black and White, 1999) jako Sheila King
- Kawaler (The Bachelor, 1999) jako Zoe
- Układ prawie idealny (The Next Best Thing, 2000) jako Finn
- Zabójcze ryzyko (Four Dogs Playing Poker, 2000) jako Holly
- Mexico City (2000) jako Mitch Cobb
- Ścigany (The Fugitive, 2001) jako Jenny Butler 2 odcinki
- Wyścig (Driven, 2001) jako Lucretia Clan
- Powrót renifera (Prancer Returns, 2001) jako Denise Holton
- Jezioro wilków (Wolf Lake, 2001) jako Alexandra Kelly 1 odcinek
- Pamiętne lato (Local Boys, 2002) jako Jessica Dobson
- Joshua (2002) jako Maggie
- Bez śladu (Without a Trace, 2002) jako Emily Muller 1 odcinek
- Dotyk anioła (Touched by an Angel, 2002) jako Lorena Watkins 1 odcinek
- Speakeasy (2002) jako Sophie Hickman
- CSI: Kryminalne zagadki Las Vegas (CSI: Crime Scene Investigation, 2003) jako Vickie Winston 1 odcinek
- Dowody zbrodni (Cold Case, 2004) jako Susan Cardiff 1 odcinek
- Prawo i porządek: sekcja specjalna (Law & Order: Special Victims Unit, 2004) jako Meredith Rice 1 odcinek
- Kiedy byliśmy dorośli (Back When We Were Grownups, 2004) jako Biddy
- Agenci NCIS (NCIS, 2004) jako Komandor Janice Byers 1 odcinek
- Dr House (House, 2004) jako Lucy Palmeiro 1 odcinek
- Wzór (Numbers, 2005) jako Gail Hoke 1 odcinek
- Orły z Bostonu (Boston Legal, 2005) jako D. A. Chelios 1 odcinek
- CSI: Kryminalne zagadki Nowego Jorku (CSI: NY 2005-2010) jako Grace Travers / Debbie Montenassi 2 odcinki
- Night Stalker (2006) jako Linda Caleca 1 odcinek
- Weronika Mars (Veronica Mars, 2006) jako Stephanie Denenberg 1 odcinek
- Impas (Standoff, 2006) jako Cathy Barnes 1 odcinek
- Zabójcze umysły (Criminal Minds, 2007) jako Charlotte Cutler 1 odcinek
- Shark (2007) jako Gail Buckner 1 odcinek
- Murder 101: If Wishes Were Horses (2007) jako Diana Brawley 1 odcinek
- Supersamiec (Superbad, 2007) jako Mama Evana
- Prywatna praktyka (Private Practice, 2007) jako Maria Wilson 1 odcinek
- Zaklinacz dusz (Ghost Whisperer, 2007) jako Liz Sinclair 1 odcinek
- Chronic Town (2008) jako Emily
- Jedenasta godzina (Eleventh Hour, 2008) jako Panna Catherine Bonatelli
- Jednostka (The Unit, 2008-2009) jako Marian Reed 2 odcinki
- Magia kłamstwa (Lie to Me, 2009) jako Doktor Christina Knowlton 1 odcinek
- Siostra Hawthorne (Hawthorne, 2010) jako Mary Davis 1 odcinek
- Mentalista (The Mentalist, 2010) jako Concetta Wale 1 odcinek
- Terriers (2010) jako Beth / Elizabeth Komack 1 odcinek
- Hawaii Five-0 (2011) jako Rebecca Brown 1 odcinek
- Za wszelką cenę (Make It or Break It, 2011) jako Musette 2 odcinki
- Harry's Law (2011) jako Corinne Waters 2 odcinki
- The Lying Game (2011-2012) jako Annie Hobbs 5 odcinków
- Chirurdzy (Grey’s Anatomy, 2012) jako Kathleen Wheeler 1 odcinek
- Castle (2013) jako Jessica Banks 1 odcinek
- Bling Ring (The Bling Ring, 2013) jako Mama Marca
- Where the Devil Hides (2014) jako Susan
- Sposób na morderstwo (How to Get Away with Murder, 2014) jako Gretchen Thomas 1 odcinek
- Shameless – Niepokorni (Shameless, 2015) jako Laura Shelton 2 odcinki
- Babysitter's Black Book (2015) jako Bonnie
- Rosewood (2015) jako Judy Sanders 1 odcinek
- Czysty geniusz (Pure Genius, 2016) jako Constance Durand 1 odcinek
- The Fosters (2017) jako Deb Baker 1 odcinek
- Pretty Broken (2018) jako Caroline Lou
- G-32851 (2018) jako Anna
- Brass (2019) jako Sarah
- I am Like You (postprodukcja) jako Susan
- Alex/October (postprodukcja) jako Sara

## Nagrody
Chicago Film Critics Association Awards
- Nominacja (1998) w kategorii Najbardziej obiecująca aktorka za film Między nami facetami (1997)[3]

DVD Exclusive Awards
- Nominacja (2001) w kategorii Najlepsza aktorka za film Powrót renifera (2001)[3]

Independent Spirit Awards
- Nominacja (1998) w kategorii Najlepsza główna rola żeńska za film Między nami facetami (1997)[3]

Nagroda Gildii Aktorów Ekranowych
- Nominacja (1998) w kategorii Znakomita wydajność zespołu w serialu dramatycznym za serial Szpital Dobrej Nadziei[3]

Soap Opera Digest Awards
- Nominacja (1988) w kategorii Wybitny debiutant: w ciągu dnia za serial Santa Barbara[3]

Taormina International Film Festival
- Wygrana (1997) w kategorii Najlepsza aktorka za film Między nami facetami (1997)[3]